# Bill Conti
Bill Conti, född 13 april 1942 i Providence, Rhode Island, är en amerikansk filmkompositör. Han är mest känd för att ha gjort musiken till fem av de sex Rocky-filmerna, där låten "Gonna Fly Now", som spelas i början av de flesta filmerna, är den mest kända.
Han har även gjort musiken till James Bond-filmen Ur dödlig synvinkel (1981) och Karate Kid-filmerna.

## Filmografi (i urval)
- 1969 – Dödskandidaten
- 1974 – Harry och Tonto
- 1976 – Rocky
- 1977 – Kortvågsgänget
- 1978 – En fri kvinna
- 1978 – F.I.S.T.
- 1978 – Paradise Alley
- 1978 – Klippet
- 1978 – En stilla dans i den stora staden
- 1979 – Efterspanad
- 1979 – De fantastiska 7
- 1979 – Goldengirl
- 1979 – Rocky II
- 1979 – Maktspelet
- 1979 – Miljondollarkuppen
- 1980 – Tjejen som gjorde lumpen
- 1980 – Den hemliga formeln
- 1981 – Ur dödlig synvinkel
- 1981 – Den sista matchen
- 1981 – Sådan pappa sådan son
- 1981 – Grannarna
- 1981 – Maktkamp på Falcon Crest (gästkompositör i TV-serie)
- 1981–1989 – Dynastin (TV-serie)
- 1982 – Jag är lagen
- 1982 – Rocky III
- 1982 – Hjärntvättad
- 1983 – Bad Boys
- 1983 – Rätta virket
- 1984 – Mannen som visste för litet
- 1984 – Karate Kid: Sanningens ögonblick
- 1984 – Järnmilen
- 1985 – Pang! Pang! Du är död!
- 1985–1986 – Nord och Syd (TV-serie)
- 1986 – F/X - Dödlig effekt
- 1986 – Försäkringstrubbel
- 1986 – Karate Kid II: Mästarprovet
- 1986 – Chefens fru
- 1987 – Briljanta bedragare
- 1987 – He-Man - universums härskare
- 1987 – Tystat vittne
- 1987 – Baby Boom
- 1987 – Broadcast News - nyhetsfeber
- 1988 – For Keeps
- 1988 – Det stora blå
- 1988 – Förrådd
- 1989 – Cohen & Tate
- 1989 – Hårt mot hårt
- 1989 – Karate Kid III - man mot man
- 1989 – Lock Up
- 1990 – Hjältarnas krig
- 1990 – Rocky V
- 1991 – Tuffa tag grabbar
- 1991 – By the Sword
- 1993 – Huckleberry Finns äventyr
- 1993 – Blood In Blood Out
- 1994 – Karate Kid - mästarens nya elev
- 1995 – Napoleon - den lilla modiga valpen
- 1996 – Spy Hard
- 1999 – Äventyraren Thomas Crown
- 2002 – Angelos hämnd
- 2006 – Rocky Balboa